# Лофискос
Лофискос (грч. Λοφίσκος) је насељено место у општини Лагадина у периферији Средишња Македонија, Грчка. Према попису из 2021. године било је 194 становника.
Према бугарском географу и историчару, Василу Канчову, у Лофискосу је 1900. године живело 500 Турака. Године 1924. турско становништво је принудно исељено у Турску а на њихово место су насељене грчке избеглице. На попису из 1928. године село је имало 310 становника. Село се раније звало Кара Омерли.